# ランチランチ
ランチランチは、かつてホリプロコムで活動していたお笑いコンビ。2003年結成。2015年3月31日解散。

## メンバー
ラリゴ（らりご、本名：藤崎 賢嗣（ふじさき けんじ）、1984年10月14日（40歳） - ）ボケ担当
O型。千葉県出身。170cm 63kg。東海大学付属浦安高等学校出身。
角刈りでコーデュロイのジャケットを着ている。
目が細く、いつもニコニコしている。
芸名を2度変えており、キーストンプロ所属時代の芸名は「ケンジ」、ホリプロコムに所属してからは本名、2012年からは「ラリゴ（ゴリラを逆から読んだもの）」としている。ラリゴと改名する前から、事務所の関係者であるバナナマンからはそう呼ばれていた。
海野曰く「クオリティの低いモノマネ」が得意。
事務所の先輩である日村勇紀の運転手をしていた。
ロックバンド・Base Ball Bearのメンバーのうち、関根を除く2人とは高校時代の同級生。
SOUL'd OUTの大ファン。バナナマンのラジオ番組であるバナナマンのバナナムーンにおいて何度かSOUL'd OUTの曲を披露している。
コンビ解散後は、ピン芸人「ラリゴ」として活動。
2020年から、同じ事務所所属のアイドル鳥越（元HENHEN事変）とのコンビ「とりちゃんズ」の活動も並行して行っていた。
2020年10月をもってホリプロコムを退所し、引退。
海野 孝太（うみの こうた、1980年（昭和55年）5月21日（44歳） - ）ツッコミ担当
ツッコミ担当。 O型。東京都出身。165cm 70kg。明治大学中退。
スクールJCA9期生。当初は「プレパラート」というコンビを組み、プロダクション人力舎に所属していた。
既婚者で娘がいる。また、チワワ等を飼っている。
キーストンプロ所属時代の芸名は「海ちゃん」。
バナナマンの設楽統からは「オッサン」と呼ばれている。
ネタ中に藤崎に太っていることについて弄られる。
酒好きだが打ち上げなどで飲みだすと深夜0時を回ると寝てしまうらしく、宇田川晃希（シーランド）らから「シンデレラ」と言われていた。
コンビ解散後は芸人を引退した。

## 略歴
- インターネット上の相方募集掲示板で知り合い、2003年（平成15年）8月結成[5]。
- 2006年（平成18年）8月まではキーストンプロに所属。
- 2007年（平成19年）からホリプロコム所属。
- 2015年（平成27年）3月31日、海野の芸人引退に伴いコンビ解散。

## 芸風
主に漫才を行っていた。双方ハイテンションなボケ・ツッコミを行うのが特徴。
ネタをはじめる際にラリゴが「よろしくお願いします」と何度か言った後海野の服を捲り上げる。それに対し海野が「プライベートゾーンだぞ」といってツッコミを入れるものがある。
ラリゴには「オーライ!」というポーズを付ける台詞やボケに入る前に言う「ウッシ!」という定番の台詞がある。藤崎の繰り出すネタに対し、海野が「サプライズ!」という台詞を発することもある。

## 出演番組
- 爆笑オンエアバトル （NHK総合）戦績11勝6敗 最高513KB
  - 第12回チャンピオン大会 ファーストステージ11位敗退
- オンバト+（NHK総合）戦績2勝7敗 最高437KB
  - 爆笑オンエアバトルとオンバト+の両方で出場経験があり、爆笑オンエアバトルでは2006年9月15日放送回で4回目の挑戦で初オンエアを獲得。出場当初はかなり苦戦していたが、2007年6月8日放送回で445KBでオンエアを獲得してからは7連勝を記録するなど好調となり、2008年9月18日放送回で513KBと初のオーバー500を記録した。放送が月一回となった2009年度は2009年11月27日放送回で465KBでトップ通過を果たし、初のチャンピオン大会に進出した。しかし、後継番組のオンバト+では爆笑オンエアバトルでの好調が嘘のように不調となり、たった2回しかオンエアはなかった。
  - 余談だが、爆笑オンエアバトルでは2回目のオンエアを獲得するまでオフエア5回は6位～10位の順位が見事にバラバラとなっており、8回目の挑戦までのオンエア3回は3位～5位とこれまたバラバラとなっている。このように8回目の挑戦まで3位～10位の順位を全て経験し、その後2008年2月8日放送回で473KBを記録してトップ通過を果たしたが、2位だけは経験出来なかった。[6]
- ランチランチのビッグウェーブ（木更津エフエム）
- BSブランチ （BS-i） - 2006年4月21日
- ジャイケルマクソン（毎日放送）
- スピードワゴンのナマ出し （GyaO『MIDTOWN TV』内）
- エンタの天使 （日本テレビ） - 2008年11月5日（第7回）、キャッチコピーは「彩り豊かなお勧めレシピ」
- バナナ炎 （TOKYO MX） - 2009年6月30日（第13回）
- お笑い図鑑 ハマヌキ （tvk）
- カナフルTV （tvk)
- 王様のブランチ （TBS）
- ゴッドタン （テレビ東京） - 2009年11月5日
- お笑いさぁ〜ん（日本テレビ） - 前説。最終回で『おつなぎさぁ〜ん』のコーナーに出演した。
- カンニング竹山の銭ナール女学院（毎日放送） - オキシジェン、イマニヤスヒサと週替わり交代。
- 新進気鋭（日本テレビ） - 2012年8月18日
- おはスタ（テレビ東京） - 2013年10月30日・2014年1月6日、ラリゴのみ『ひなこ姫を起こせ!』のコーナーに出演
- お願い!モーニング（テレビ朝日）- 『15秒で目が覚める一発ギャグランキング』コーナー 2014年10月29日（ラリゴのみ）初出演
- ごごたま（テレビ埼玉）

## 映画
- うさぎドロップ - 倉庫作業員役（出演は藤崎のみ）